# Погача и хлеб испечен у црепуљи
Погача и хлеб испечен у црепуљи посебна је врста хлеба, а у неким крајевима Србије и обредног хлеба, испеченог на огњишту у посудама од глине с додатком у првом реду калцита. Погача и хлебови који се пеку у црпулљама од глине, према општем тврђењу дегустатора хране, слађи су него они печен у хчебној или некој другој пећи.
За успешну припреми у печење погаче и хлеба  у црепуљи (без икаквих савремених уређаја), основни предуслов је велико искуство домаћице.

## Историја
Црепуља је једна од најстаријих форми кухињске керамике, плитког кружног облика у којој се на огњишту пекао хлеб и погача. Назив је добила по томе што се израђује од печене земље сличне црепу, и начина прављења посуде који је исти као за прављење црепа. Она је заједно са лонцем — земљаном посудом за кување хране, најстарија и најзаступљенија људска тековина, која се као кухињска керамика, у различитим димензијама и у више варијанти, користила још од млађег неолита, Могу бити различите величине, а најчешће су округле пречника до пола метра.
Свака хућа у Србији, некада је обавезно имала црепуљу и огњиште. Данас само поједина домаћинства и угоститељски објекти имају огњиште, најчечешће у споредној згради или на селу у старој напуштеној кући, које повремено служи укућанима, да у посебним  приликама или кад стигне ново жито, пеку погачу у њој.
Хлеб и погача пекли су се у Србији уз употребу црепуље и у прочевљу или ватришту (основном називу за огњиште и оном шта све то место значи у народном неимарству) простору у дубини куће брвнаре.
Колико је вековима била на цени погача печена у црепуљи, говори податак да је она постала и обредни хлеб, који се носи на дар кад се иде на бабине, свадбу или у госте. 
И док се за време верских празника и недељом хлеб у црепуљи се није месио, али се у црепуљи месила погача или пита.
Суседи некад међусобно позајмљују од најближих сродника хлаб испечен у црепуљи за вечеру, или црепуљу за печење хлеба и погаче.

## Припрема теста
Тесто за хлеб или погчу спрема се од воде, соли и брашна, једне или више врста (нпр 3/4 кукурузног, и и 1/4 ражаног брашна, мешани хлеб). Ако у кући нема раженог, хлеб се месио од кукурузног брашна пченкарник или проја.
За веће празнике, или током посете гостију месила се погача од пшеничног брашна.

## Начин печења
Најукуснија је погача испечена на овај начин: замешено тесто се стави у црепуљу, затим се сипа  одозго ситна жеравица („пожарује се“ — „пажаривање“), или се иситни жеравица па се ватраљем сипа а кукачем одозго поравна. На погачи се након печења направе загорели пликови, који се скину кад се она испече. Таква погача има лепши изглед и бољи укус.
Погача је, кажу, најбоља кад може да се савије око руке.
Кисео хлеб у црепуљи се пече овако: у загреју црепуљу, стави се тесто, а затим покрије листовима купуса, липовим лишћем или лишћем од дулека. На тако покривено тесто посипа се жеравица која се ватраљем иситни, па све то прекрије врућим пепелом. 
Само бели обредни хлеб, који се месио за празнике, пекао се у црепуљи покривеној другом црепуљом, металним сачем или вршником од глине (цест). 
Погача може да се испече и у тепсији која се ставља у црепуљу и покрива  другом црепуљом. 
Хлеб или погача која се пече у „прочевљу" на одређеном месту код огњишта, припрема се на следећи начин: прво се угреје црепуља на огњишту, па се на „прочевље“ стави жар, а на жар црепуља. Кад се хлеб ставља под сач у „прочевљу", онда се на хладан сач ставља врућ пепео, па се њиме покрије и тако загреје црепуља.